# Scoliophthalmus indicus
Scoliophthalmus indicus är en tvåvingeart som beskrevs av Cherian 2002. Scoliophthalmus indicus ingår i släktet Scoliophthalmus och familjen fritflugor.
Artens utbredningsområde är Kerala (Indien). Inga underarter finns listade i Catalogue of Life.